# Venango (Kansas)
Venango est une communauté non constituée en municipalité située dans le comté d'Ellsworth, au Kansas, aux États-Unis. Il est situé sur la rive est du lac Kanopolis.

## Histoire
Un bureau de poste a été ouvert à Venango en 1875 et est resté en activité jusqu'à son arrêt en 1902.